# Can Mundet
Can Mundet és una casa pairal del municipi de Vidreres que pertany a la família Mundet que, procedent de França, s'establí en aquesta zona en el segle xvi, i aconseguí un important patrimoni, el qual es va anar venent al llarg del segle xx. Es tracta d'un edifici de tres plantes amb un pati emmurallat. És una obra inclosa en l'Inventari del Patrimoni Arquitectònic de Catalunya.
Actualment l'edifici s'usa com a casa de colònies de l'empresa Rosa dels Vents.

## Descripció
L'edificació està constituïda per dos cossos contigus i annexionats.
Per una banda, tenim el cos antic datable del segle xv (1576) que consta de tres plantes; la planta baixa contempla tres obertures, com són el gran portal d'accés d'arc carpanell rebaixat, muntants de pedra i amb una inscripció en el dintell que al·ludeix al propietari "Jose Mundet" i a la data de reforma "1853". Aquesta està flanquejada per dues obertures similars: rectangulars, de llinda monolítica conformant un arc pla i muntants de pedra. Pel que fa al primer pis, aquest abraça tres obertures resoltes amb el mateix plantejament: rectangulars, grans dimensions, projectades com a balconeres, de llinda monolítica conformant un arc pla i muntants de pedra. Finalment en el segon pis es torna a reproduir la mateixa articulació i distribució de les obertures que hem vist en el pis anterior, però això si a una escala significativament menor. Coronat amb una senzilla cornisa, la qual també es perllonga en la part esquerra en la qual trobem una escala de cargol, que permet accedir únicament al segon pis, com també un rellotge de sol. Aquest cos està cobert amb una teulada de vessants a laterals.
Mentre que per l'altra, tenim el cos nou també estructurat en tres plantes. La planta baixa contempla tres obertures, com són el portal d'accés, ubicat al lateral, de llinda monolítica, amb muntants de pedra excepte un dels costats, flanquejat per dues finestres similars: rectangulars, de llinda monolítica, muntants de pedra i ampit treballat. Pel que fa al primer pis, aquest consta de quatre obertures, les quals són resoltes amb el mateix esquema formal i compositiu aplicat a les finestres del pis anterior, és a dir, rectangulars, llinda monolítica conformant un arc pla, muntants de pedra i ampit treballat. Remarcar finalment en aquest primer pis, la presència d'un rellotge de sol en forma d'esfera. En el segon pis, trobem quatre obertures irrellevants les quals no han experimentat cap mena de tractament en format d'emmarcament. En la part lateral, torna a succeir el mateix que en l'anterior cos, és a dir disposició d'una escala de cargol, però que en aquest cas permet accedir al primer i segon pis. Cal dir finalment que aquest segon cos també disposa d'una coberta de vessants a laterals. Immediatament adossat a la part lateral dreta d'aquest cos nou, s'ha projectat un tancament per tal de definir i concretar un espai físic estricte, en el qual tant a l'interior com a l'exterior s'hi pot veure una garita de vigilància de maons.
Finalment dintre de la propietat i molt pròxima a la masia cal destacar la presència d'un element interessant com és una torre de guaita, la qual es troba en un molt bon estat de conservació. És de planta circular, la construcció és de pedra i té aproximadament uns cinc metres de diàmetre i uns dotze o tretze metres d'alçada.

## Història

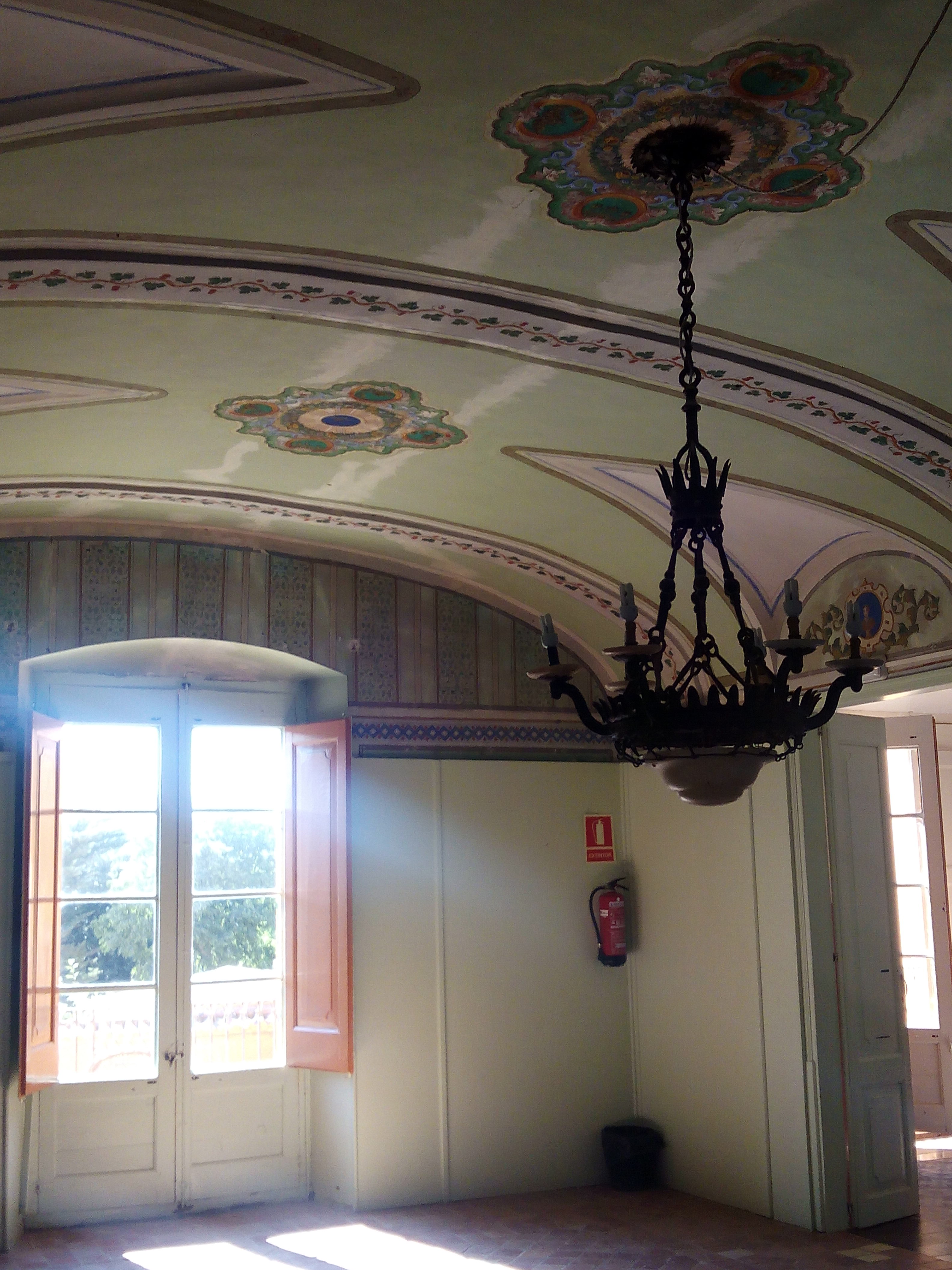
Sala principal del primer pis. Detall de la decoració de les parets i sostre

L'origen del mas es produeix el 1577, quan el vescomte de Cabrera va establir Joan Montet i Bernat Andreu, pagesos del regne de França al mas Masot o Masada, situat a la parròquia de Caulès, que estava en ruïnes i afrontava amb la riera de Terranegra, amb Cabanyes de Lloret, mas Padrosa, mas Fullà de Caulès, Morell de Santa Seculina i amb el Rec Clar. El domini directe corresponia al vescomte. Aquest establiment incloïa la condició que els adquiridors s'havien de partir les terres mig per mig, i en el termini de dos anys hauria de construir cadascú una casa. Per entrada paguen al vescomte un parell de pollastres. La part de Montet donà lloc al mas Mundet, canviant la grafia del cognom.
El 1721 l'hereu de can Mundet es va casar amb Maria Antònia Fullà i Puig, pubilla dels masos Fullà de Caulès i Ponsgrau de Vidreres. D'aquesta manera els Mundet es van consolidar com els principals propietaris de Caulès, i un dels primers de Vidreres. El 1800 Joaquim Mundet i Oliver, net de Joaquim Fullà i Puig, es va casar amb Coloma Riquer i Fornaca, pubilla dels masos Pons i Fornaca de l'Esparra. Posteriorment el 1808 van comprar el mas Metges de l'Esparra. Així en el segle xix la família era un dels principals propietaris de Vidreres i de l'Esparra. En aquest segle va tenir molta importància l'explotació dels boscos per l'obtenció del suro.
Com a mostra de la puixança econòmica de la família, el mas del segle xvi fou enderrocat i en el lloc seu s'edificà la casa actual de tres plantes, amb un pati emmurallat amb garites. Però aquesta riquesa també suposava alguns inconvenients, així el 1842 quan Josep Mundet i Riquer tornava de mercat de Cassà de la Selva fou segrestat per uns trabucaires, que se l'emportaren a una cova propera a Llorà. Com a rescat van demanar 800 unces d'or a la família. Però en Josep s'escapà una nit i el mateix dia, el mosso de can Mundet que portava els diners del rescat, tornà a casa després de sentir com un grup de persones reunides a l'hostal de la Barca, a la sortida de Girona, deien que a Llorà s'havia escapat un segrestat. En agraïment a la Divina Providència i segons promesa que va fer si se’n sortia del segrest, en Josep Mundet va fer construir un nou altar a l'ermita d'Argimon i va regalar un vestit de tissú d'or a la Mare de déu del Remei d'Anglès. La família visqué en el mas Mundet fins al 1985 i posteriorment la casa es transformà en casa de colònies. Respecte a les propietats, quan l'explotació forestal ja no donava els rendiments anteriors, totes les situades a l'Esparra foren venudes, conservant-se parcialment les situades a Vidreres.
Segons explica la fitxa de Patrimoni, aquesta masia va esdevenir la casa pairal de la família Mundet que, procedent de França, s'establí en aquesta zona en el segle xvi, i aconseguí un important patrimoni, el qual es va anar venet al llarg del segle xx. L'origen del patrimoni es produeix el 1577, quan el vescomte de Cabrera va establir Joan Montet i Bernat Andreu, pagesos del regne de França al mas Masot o Masada, situat a la parròquia de Caulès. La part de Montet donà lloc al mas Mundet, canviant la grafia del cognom. El 1721 l'hereu de Can Mundet es va casar amb Maria Antònia Fullà i Puig, pubilla dels masos Fullà de Caulès i Ponsgrau de Vidreres. Posteriorment el 1808 van comprar el mas Metes de l'Esparra. Així en el segle xix la família era un dels principals propietaris de Vidreres i de l'Esparra. En aquest segle va tenir molta importància l'explotació dels boscos per l'obtenció del suro. Com a mostra de la puixança econòmica de la família, el mas del segle xvi va ser enderrocat i en el lloc seu s'edificà la casa actual de tres plantes, amb un pati emmurallat amb garites. Però aquesta riquesa també suposava alguns inconvenients, així el 1842 quan Josep Mundet i Riquer tornava de mercat de Cassà de la Selva va ser segrestat per una trabucaires demanant un rescat de 800 unes d'or a la família, però en Josep s'escapà durant la nit. La família va viure en el mas Mundet fins al 1985 i posteriorment la casa es transformà en casa de colònies. Respecte a les propietat, quan l'explotació forestal ja no donava rendiments, totes les situades a l'Esparra foren venudes, conservant-se parcialment les situades a Vidreres. Pel que fa a la torre, aquesta antigament era un molí, el qual va començar a construir-se el 17 de setembre de 1818, per un mestre de cases i va costar 1073 lliures barceloneses. El dia 27 de gener de 1820, es va beneir i el dia 1 de Febrer del mateix any es va utilitzar per primera vegada. L'any 1975, ICONA va aixecar cinc metres el parament i el va convertir en torre de vigilància contra incendis, dotant-la d'una petita estació meteorològica, telèfon i emissora.